# 3-ヒドロキシ-3-イソヘキセニルグルタリルCoAリアーゼ
3-ヒドロキシ-3-イソヘキセニルグルタリルCoAリアーゼ(3-hydroxy-3-isohexenylglutaryl-CoA lyase、EC 4.1.3.26)、以下の化学反応を触媒する酵素である。
3-ヒドロキシ-3-(4-メチルペンタ-3-エン-1-イル)グルタリルCoA{\displaystyle \rightleftharpoons }7-メチル-3-オキソオクタ-6-エノイルCoA + 酢酸
従って、この酵素の基質は3-ヒドロキシ-3-(4-メチルペンタ-3-エン-1-イル)グルタリルCoAのみ、生成物は7-メチル-3-オキソオクタ-6-エノイルCoAと酢酸の2つである。
この酵素はリアーゼ、特に炭素-炭素結合を切断するオキソ酸リアーゼに分類される。系統名は、3-ヒドロキシ-3-(4-メチルペンタ-3-エン-1-イル)グルタリルCoA 酢酸リアーゼ (7-メチル-3-オキソオクタ-6-エノイルCoA形成)(3-hydroxy-3-(4-methylpent-3-en-1-yl)glutaryl-CoA acetate-lyase (7-methyl-3-oxooct-6-enoyl-CoA-forming))である。